# Philippe-Victor Didon
Pour les articles homonymes, voir Didon (homonymie).
L'abbé Philippe-Victor Didon est un écrivain ascétique et prédicateur français, né le 28 juillet 1806 à Saint-Laurent-en-Royans (Drôme) et mort en juin 1839.

## Biographie
Son père, René-Simon Didon originaire de Nancy, avait été préposé en chef des forges de Saint-Laurent-en-Royans avant d'entrer au Ministère du Commerce. Sa mère, Adélaïde Reine Madeleine Dalain, était également originaire de Meurthe-et-Moselle.
Il entra au séminaire de Saint-Sulpice à Paris en 1828, fut ordonné prêtre en 1830, puis devint administrateur de la paroisse Saint-Sulpice, ainsi que supérieur du séminaire de Saint-Nicolas-du-Chardonnet à Paris. Prédicateur et écrivain, on lui doit plusieurs ouvrages.

## Ouvrages
- Voyage d’un jeune irlandais à la recherche de la religion, avec des notes et des éclaircissements (traduit de l’anglais de Thomas Moore)
- Histoire Sainte, suivie d’un abrégé de la vie de NS Jésus-Christ (1834)
- Nouveau mois de Marie (1835)
- Abrégé d'Histoire ecclésiastique (1835)
- Morale de la Bible ou explication des commandements de Dieu (1836, 2 vol. in-12)
- Histoire de l'Ancien et du Nouveau Testament (1837)
- Thaïs, comtesse de Rupelmonde (roman, 1838)
- Chemin de la vie (1838)
- Histoire ecclésiastique (1838)